# Nochówko
Nochówko (prononciation : [nɔˈxufkɔ]) est un village polonais de la gmina de Śrem dans le powiat de Śrem de la voïvodie de Grande-Pologne dans le centre-ouest de la Pologne.
Il se situe à environ 3 kilomètres au sud-ouest de Śrem (siège de la gmina et du powiat) et à 38 kilomètres au sud de Poznań (capitale régionale).

## Histoire
De 1975 à 1998, le village faisait partie du territoire de la voïvodie de Poznań.

Depuis 1999, Nochówko est situé dans la voïvodie de Grande-Pologne.